# Beriózovski (Kémerovo)
|  | Per a altres significats, vegeu «Beriózovski». |

Beriózovski - Берёзовский (rus) - és una ciutat de l'óblast de Kémerovo, a Rússia. Es troba a la vora dels rius Barzàs i Xurap, a 27 km al nord de Kémerovo.

## Història
La vila minera de Beriózovski es fundà el 1949. El 1965 es fusionà amb altres localitats veïnes, com Kurganovka i Oktiabrski, i la nova entitat rebé el nom de Beriózovski i l'estatus de ciutat.